# 閃電俠 (電影)
《閃電俠》（英語：The Flash）是一部於2023年上映的美國超級英雄電影，劇情改編自DC漫畫旗下的同名超級英雄角色，由華納兄弟影業、雙夢工作室（Double Dream）、迪斯可工廠（Disco Factory）及DC影業製作，並由華納兄弟影業負責發行，為DC擴展宇宙的第十三部電影作品。本片是閃電俠第四次出現於真人版電影中，亦是首部以閃電俠為主角的真人版獨立電影，由安迪·馬希提執導，克莉絲汀·哈德森撰寫劇本，伊薩·米勒领衔主演標題角色「閃電俠」貝瑞·艾倫、麥可·基頓回歸出演由提姆·波頓執導的《蝙蝠俠系列電影》中的角色「蝙蝠俠」布魯斯·韋恩，其他联合主演包括薩莎·卡勒、麥可·夏儂、榮·利文斯通、瑪莉貝爾·維杜、凱爾西·克萊蒙、安潔·陶依和班·艾佛列克。
早在1980年代後期，華納兄弟影片已經在計劃開發一部以閃電俠為主角的電影。2004年，華納兄弟再次計劃開發影片，並與多名編劇和導演接觸。2016年，閃電俠於《蝙蝠俠對超人：正義曙光》首次出現於DC擴展宇宙，由伊薩·米勒飾演。2019年7月，華納兄弟選定安迪·馬希提擔任導演，克莉絲汀·哈德森參考閃電俠的漫畫《閃點》的主線故事撰寫劇本。2020年7月，馬希提開始選角。電影於2021年4月中旬在英格蘭赫特福德郡的華納兄弟利維斯登工作室開機拍攝，製作組亦有在英國倫敦取景。本片於2021年10月殺青。
《閃電俠》2023年6月16日在美國上映，獲得影評界的混合評價；其中演員的表現（伊薩·米勒、麥可·基頓、薩莎·卡勒）、節奏拿捏、故事情節、幽默、動作戲為多數影評家稱讚的焦點，但對電影的懷舊感存在觀點分歧，而電影的視覺效果與第三幕的設計則遭受批評。本片以2億美元的製作成本獲得2.68億美元的票房成績，失利的票房表現導致本片成為2023年票房炸彈之一。

## 劇情
貝瑞·艾倫與「蝙蝠俠」布魯斯·韋恩討論關於穿越時空回到過去拯救父母的想法後，不顧布魯斯的勸阻利用神速力穿越時空，試圖回到過去阻止兇徒謀殺母親諾拉·艾倫以及改變父親坐牢和自己是孤兒的命運，在他改變了「父親出門補買番茄導致母親被歹徒殺害」的事實後，在返回現代時被一名不明人物攻擊而到達平行宇宙的2013年，並遇上依然在世的母親和在另一個時間線上、還沒有神速力的自己，而當天正是自己被閃電擊中而獲得神速力的日子。
為了使貝瑞時間旅行的事情得以成立，貝瑞決定將2013年的自己帶去實驗室讓他獲得神速力，卻在一陣混亂的意外中令自己也遭到了閃電的襲擊從而喪失了能力。同時他也發現自己被困在薩德將軍回歸肆虐、勢要毀滅地球的黑暗宇宙，於是想尋找正義聯盟的成員一起對抗薩德將軍，但發現除了蝙蝠俠外，他所熟知的超級英雄在這個宇宙中都不存在。後來他找到了該宇宙的布魯斯·韋恩重出江湖，並在交談中得知一個疑似是超人的人物被關押在俄羅斯的監獄中，於是就與布魯斯和另一個貝瑞前往俄羅斯，卻從獄中救出一位跟他想像中完全不一樣的「超少女」卡拉·佐·艾爾。貝瑞為了拯救母親在世的世界並回到他熟知的未來，在卡拉的幫忙下，成功地藉由一再的雷擊來重獲神速力。與此同時，薩德將軍與人類軍方會面後發現人類沒有交出氪星人，發動了攻擊並且開啟世界引擎，想將地球改造為適合氪星人生存的星球。
在獲得神速力之後，兩個貝瑞、布魯斯和卡拉即時趕往薩德將軍的戰場上，在熟悉了極速者的戰鬥方式之後，兩個貝瑞卻發現卡拉與布魯斯死於戰鬥中，於是他們決定回到幾分鐘前試圖拯救布魯斯和卡拉，但是不管他們用甚麼方法都無力阻止兩人的犧牲，薩德將軍必然會取得勝利。在這樣的情況下，2013年的貝瑞變得愈來愈執著於改變結果，不斷的回到過去拯救隊友，卻一直徒勞無功。與此同時，貝瑞似乎也看清了隊友的犧牲是無可避免的事件，在嘗試說服2013年貝瑞的過程中，當初攻擊貝瑞使他來到2013年的不明人物突然出現，在對談中得知對方原來就是未來的2013年貝瑞「暗閃電」，他為了使自己誕生的事實得以成立而把貝瑞帶到這個時代，並花費了無數時間不斷嘗試改變現實，然而他的行動卻會使無數平行宇宙相撞而崩潰。暗閃電想殺死打算放棄的貝瑞，而2013年的貝瑞卻犧牲自己出手相救，於是暗閃電因為錯殺了過去的自己而使自己消失。
貝瑞清楚明白自己不應改變母親去世的事實，學會放下才是最好的解答，他回到了當初母親去超市採買的時間點上，將之前自己穿越回去放進購物籃的番茄罐頭再次拿了起來放回架子上，並且在靜止的時間流中流淚與母親做了最後的道別，母親則認為對方是一個心情低落的陌生人而給予擁抱。貝瑞回到了自己的時間點前將超市內的番茄罐頭更換陳列位置，使得自己父親因此被攝影機拍到臉而有了母親被殺害時的不在場證明。在父親成功脫罪後，貝瑞很開心地發現了一切都回歸了正常。但是當他試圖聯絡布魯斯時，卻發現對方換了臉孔，再也不是他所熟悉的布魯斯·韋恩。事後貝瑞去找亞瑟·庫瑞解釋這一切的發生。

## 演員
| 演員            | 角色                      | 備註 |
| --------------- | ------------------------- | --- |
| 伊薩·米勒       | 貝瑞·艾倫／閃電俠         | 一名居住於中央市的犯罪調查員，正義聯盟的成員。在某次意外被閃電擊中，從此獲得了能高速移動的神速力，化身成超級英雄“閃電俠”守護中央市。伊恩·洛（Ian Loh）出演少年時期的貝瑞·艾倫。 |
| 伊薩·米勒       | 貝瑞·艾倫／黑暗閃電俠     | 另一個宇宙的年輕版貝瑞·艾倫。 |
| 班·艾佛列克     | 布魯斯·韋恩／蝙蝠俠       | 一名居住於高譚市的慈善家、億萬富翁和花花公子，韋恩企業的現任繼承人，正義聯盟的成員。為了保護高譚市免受不法分子的危害而在晚上偽裝成蒙面義警「蝙蝠俠」打擊犯罪。 |
| 麥可·基頓       | 布魯斯·韋恩／蝙蝠俠       | 另一個宇宙的老年版布鲁斯·韦恩。曾為保護高譚市免受不法分子的危害而在晚上偽裝成蒙面義警「蝙蝠俠」打擊犯罪，在高譚市徹底清除罪犯後退休，直至貝瑞找上他幫忙對抗薩德將軍而重出江湖。基頓此前曾在1989年電影《蝙蝠俠》和1992年電影《蝙蝠俠大顯神威》中飾演此角色。由於1995年電影《蝙蝠俠3》和1997年電影《蝙蝠俠與羅賓》中的蝙蝠俠並不是由基頓飾演，因此本片將忽略這兩部電影的故事情節。 |
| 喬治·克隆尼     | 布魯斯·韋恩／蝙蝠俠       | 客串，來自貝瑞為了證明父親清白而修正的時間線，另一個宇宙的「蝙蝠俠」，克隆尼此前曾在1997年電影《蝙蝠侠与罗宾》中飾演此角色。 |
| 傑瑞米·艾恩斯   | 阿福·潘尼沃斯             | 客串，布魯斯的管家，是他的心靈導師和最親密的朋友。 |
| 蓋兒·加朵       | 黛安娜·普林斯／神力女超人 | 客串，長生不老的半神，眾神之王宙斯和希波呂忒的女兒，來自天堂島的亞馬遜族公主。擁有著過人的體質，擅長使用天堂島的神器來戰鬥，正義聯盟的成員。 |
| 凱爾西·克萊蒙   | 艾莉絲·威斯特             | 中央市《新聞圖報》（Picture News）的記者，貝瑞的愛慕對象。 |
| 瑪莉貝爾·維杜   | 諾拉·艾倫                 | 貝瑞的母親，在貝瑞幼時被謀殺，她的丈夫亨利被指控為殺妻兇手。 |
| 榮·利文斯通     | 亨利·艾倫                 | 貝瑞的父親，被認為是殺死妻子的嫌犯。此角色在2017年電影《正義聯盟》及2021年電影《查克·史奈德之正義聯盟》中由比利·庫達普飾演。 |
| 麥可·夏儂       | 「薩德將軍」德魯·薩德     | 氪星的軍事領導者，力量、速度和身手一應俱全，個性激進、自大，出生的目的為保障氪星人的存在與延續。在被放逐後開始追查氪星人中樞寶典的下落，在找到地球後不顧地球的生命系統崩毀，而欲強行改造地球成為新的氪星。夏儂此前曾在2013年電影《超人：鋼鐵英雄》中飾演此角色。 |
| 安潔·陶依       | 費歐拉·厄爾               | 忠於薩德將軍的副指揮官兼軍事中校，殘酷冷漠，是一名近距離作戰、速度和近戰武器方面的專家。陶依此前曾在2013年電影《超人：鋼鐵英雄》中飾演此角色。 |
| 薩莎·卡勒       | 卡拉·佐·艾爾／超少女      | 一名來自氪星的女子，超人凱·艾爾的堂姐，擁有類似於超人的能力。 |
| 海伦·斯莱特     | 卡拉·佐·艾爾／超少女      | 客串，另一個宇宙的「超少女」，斯萊特此前曾在1984年電影《超少女》中飾演此角色。 |
| 亨利·卡維爾     | 克拉克·肯特／超人         | 客串，來自氪星的外星人，外號「超人」，正義聯盟的成員。卡維爾此前曾在2013年電影《超人：鋼鐵英雄》、2016年電影《蝙蝠俠對超人：正義曙光》、2017年電影《正義聯盟》、2021年電影《查克·史奈德之正義聯盟》及2022年電影《黑亞當》中飾演此角色。 |
| 尼可拉斯·凱吉   | 克拉克·肯特／超人         | 客串，另一個宇宙的「超人」。 |
| 克里斯多福·李維 | 克拉克·肯特／超人         | 客串，另一個宇宙的「超人」，李維此前曾在1978年電影《超人》、1980年電影《超人續集》、1983年電影《超人III》及1987年電影《超人IV》中飾演此角色。 |
| 喬治·李維       | 克拉克·肯特／超人         | 客串，另一個宇宙的「超人」，李維此前曾在1952年至1958年在電視劇《超人歷險記》中飾演此角色。 |

此外，傑森·摩莫亞在片尾回歸客串飾演DC擴展宇宙角色「水行俠」亞瑟·古雷。西爾莎-莫妮卡·傑克森和魯迪·曼庫索分別飾演貝瑞的同事派蒂·斯皮沃特（Patty Spivot）和艾爾伯特·戴斯蒙（Albert Desmond），盧克·布蘭登·菲爾德飾演艾伯托·法爾康尼。

## 製作

### 背景
1980年代，華納兄弟聘請了漫畫家傑夫·洛布為閃電俠的電影撰寫劇本，但此後製作未能推進。大衛·S·高耶為2005年電影《蝙蝠俠：開戰時刻》撰寫的劇本得到華納兄弟的肯定之後，華納兄弟繼續聘請他選擇為閃電俠或綠光戰警的電影撰寫劇本。2004年12月，高耶確定將閃電俠搬上銀幕，同時擔當編劇、製作人以及導演，他有意選擇在2004年電影《刀鋒戰士3》中的聯合主演萊恩·雷諾斯飾演「閃電俠」貝瑞·艾倫，兩人此前曾在漫威漫畫改編的《刀鋒戰士3》中合作，艾莉絲·威斯特將出現於影片之中。高耶稱劇本的整體基調類似於山姆·雷米執導的《蜘蛛人三部曲》，同時受麥克·巴倫、馬克·懷德和傑夫·強斯創作的閃電俠漫畫影響。2007年，因為與華納兄弟存在創作分歧，高耶離開該項目。2006年電影《博物館驚魂夜》的票房大獲成功後，華納於次年2月聘請該片導演肖恩·利維執導《閃電俠》。在高耶的劇本基礎上，利維監管新劇本的重寫工作，由克里斯·布蘭卡托擔當編劇。當月月底，華納宣佈開發以正義聯盟為主角的電影，聘請米雪兒·馬爾羅尼（Michelle Mulroney）和基蘭·馬爾羅尼夫婦執筆劇本。9月，喬治·米勒確定執導這部電影，正式片名確定為《正義聯盟：凡人》。亞當·布羅迪確定出演閃電俠。華納計劃用這部影片開啟以DC漫畫多個角色為主角的新系列電影，製作續集及衍生電影，其中包括《閃電俠》。
2007年10月，利維投身2009年電影《博物館驚魂夜2》的製作之中，大衛·多布金接替了他的職位。多布金將《閃電俠》視為當時正在開發的另一部電影《正義聯盟：凡人》的衍生電影，影片將講述第三代閃電俠華利·威斯特的故事。克雷格·懷特被聘請重寫劇本。《正義聯盟：凡人》被取消之後，《閃電俠》接替了它的檔期，定於2008年上映。受2007年－2008年美國編劇協會大罷工影響，該項目被推遲製作。2009年7月，華納選取查爾斯·羅文擔當影片製作人，漫畫作者傑夫·強斯擔當顧問兼聯合編劇，丹·馬佐為聯合編劇。強斯和馬佐開啟新的劇本創作之前的劇本小樣構想階段。2009年10月，製作人羅文透露華納對該項目信心不足，仍未決定正式啟動前期製作。但是編劇馬佐否認了羅文的說法，表示項目仍在穩步推進。2010年6月，電影《綠光戰警》的編劇葛瑞格·貝蘭提、麥可·葛林和馬克·古根海姆被聘請參與創作劇本小樣。這版劇本基於傑夫·強斯的近期漫畫原作改編而成，以二代閃電俠貝瑞·艾倫為主角。為多重宇宙的經典之作

### 開發

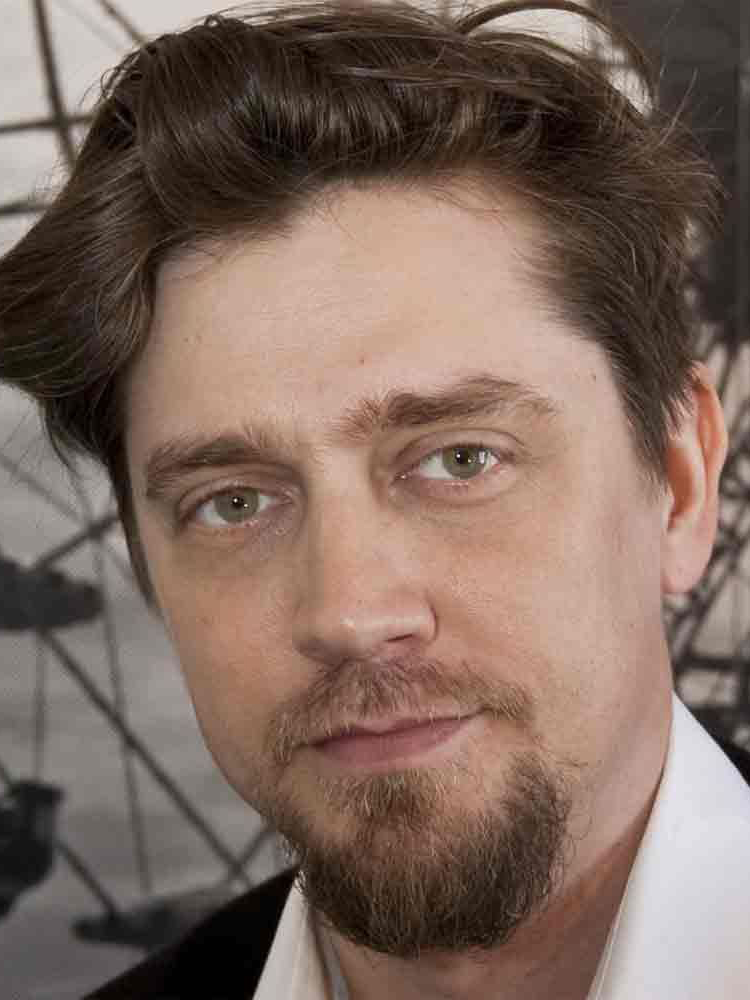
導演安迪·馬希提

2013年7月，華納兄弟宣佈計劃基於DC漫畫角色創建一個新的電影宇宙，《閃電俠》計劃於2016年上映。2014年10月15日，華納宣佈《閃電俠》的上映日期延後至2018年3月23日，為DC擴展宇宙的第六部作品，伊薩·米勒領銜飾演「閃電俠」貝瑞·艾倫。伊薩·米勒飾演的閃電俠在2016年電影《蝙蝠俠對超人：正義曙光》和《自殺突擊隊》以及2017年電影《正義聯盟》中現身，並客串出現於DC多元宇宙之一的綠箭宇宙的2019年至2020年連動集〈無限地球危機〉中。2015年4月，華納聘請菲爾·洛德與克里斯多福·米勒創作新的劇本小樣。2015年10月，在菲爾·洛德與克里斯多福·米勒決定轉而執導2018年電影《星際大戰外傳：韓索羅》之後，賽斯·葛雷恩·史密斯與華納進入商談階段，有意執導影片，並基於洛德和米勒的劇本小樣改寫劇本。查爾斯·羅文繼續擔當影片製作人，黛博拉·史奈德和查克·史奈德擔當執行製作人。2016年2月，影片的上映時間提前至2018年3月16日。2016年4月，因與華納兄弟存在創作分歧，葛雷恩·史密斯離開該項目，但是華納保留了他改寫的劇本，菲爾·洛德與克里斯多福·米勒仍然擔當製作人。
2016年6月，華納聘請瑞克·法穆易瓦接替葛雷恩·史密斯執導影片。7月，《綜藝》雜誌報道稱更換導演不會影響到影片的製作進度，影片計劃於2016年後期開機拍攝。法穆易瓦表示有意選擇凱爾西·克萊蒙出演女主角艾莉絲·威斯特，兩人此前在2015年電影《嘻哈宅男真藥命》中合作。《好萊塢報導》表示芮塔·歐拉和露西·波頓亦在出演該角色的演員人選之列。當月月底，凱爾西·克萊蒙確認出演艾莉絲·威斯特。同月，華納宣佈《閃電俠》的上映檔期由《古墓奇兵》接替。8月，雷·費雪確認將在影片中繼續出演「鋼骨」維克多·史東，他此前在《蝙蝠俠對超人：正義曙光》和《正義聯盟》中出演該角色。9月，法穆易瓦透露已經完成劇本的修訂工作。同月，《好萊塢新聞前線》報道稱蓋兒·加朵將在影片中繼續出演「神力女超人」黛安娜·普林斯，她此前在《蝙蝠俠對超人：正義曙光》、2017年電影《神力女超人》和《正義聯盟》中出演該角色。比利·庫達普與華納進入商談階段，有望出演貝瑞·艾倫的父親亨利·艾倫。凱爾西·克萊蒙和比利·庫達普客串參演了電影《正義聯盟》。10月，法穆易瓦因與華納存在創作分歧離開該項目。該項目暫時被擱置，主演伊薩·米勒轉而參演2018年電影《怪獸與葛林戴華德的罪行》。在此期間，2017年1月，華納聘請喬比·哈羅德重寫劇本。5月，喬比·哈羅德提交劇本初稿，勞勃·辛密克斯和馬修·范恩成為新的導演人選。山姆·雷米、馬克·韋布和喬登·皮爾拒絕了華納的邀約。7月，在聖地牙哥國際漫畫展上，華納宣佈電影片名更改為《閃點》（Flashpoint），基於同名漫畫創作新劇本。丹·馬佐成為該版劇本的編劇之一。9月，傑夫·強斯表示湯瑪士·韋恩為該版劇本中的關鍵角色。該角色曾出現於2016年電影《蝙蝠俠對超人：正義曙光》之中，傑佛瑞·狄恩·摩根表示有意繼續出演該角色。
2018年1月，約翰·戴利和強納森·高斯汀與華納進入商談階段，有望執導影片並重寫劇本。此前在辛密克斯未能為這部影片留有檔期之後，華納曾有意選擇班·艾佛列克執導影片，但是艾佛列克沒有接手。2018年3月，約翰·戴利和強納森·高斯汀確認將執導影片。《閃點》原計劃於2018年7月1日在倫敦開機拍攝，傑夫·強斯擔當製片人，蓋兒·加朵、凱爾西·克萊蒙、比利·庫達普和雷·費雪參加演出。影片延後至2019年2月在亞特蘭大開拍。4月，有關閃點的劇本被捨棄。8月，克里斯·布蘭卡托參與重寫劇本，已經離開製作組的賽斯·葛雷恩·史密斯成為署名編劇之一。同月，片名改回《閃電俠》（The Flash）。由於伊薩·米勒參與拍攝《怪獸與鄧不利多的秘密》，影片再次延期至2019年12月30日在洛杉磯開拍。因劇本調整，加朵和費雪不再參演。影片計劃於2021年上映。2019年2月，約翰·戴利和強納森·高斯汀表示在繼續修改完善劇本，主演伊薩·米勒透露劇情將涉及神速力的多元宇宙。3月，主演米勒因與戴利和高斯汀存在創作分歧，他聯合葛蘭特·莫里森撰寫新劇本。5月，華納拒絕了米勒和莫里森提交的劇本，但是請求米勒繼續出演閃電俠。9月，戴利和高斯汀離開該項目，隨後安迪·馬希提被聘請為新任導演，《猛禽小隊：小丑女大解放》編劇克莉絲汀·哈德森重寫劇本，麥可·迪斯可（Michael Disco）和芭芭拉·馬希提成為影片製作人。影片計劃於2021年開拍。12月，華納宣佈《閃電俠》的首映日期推遲至2022年7月1日。

### 前期製作

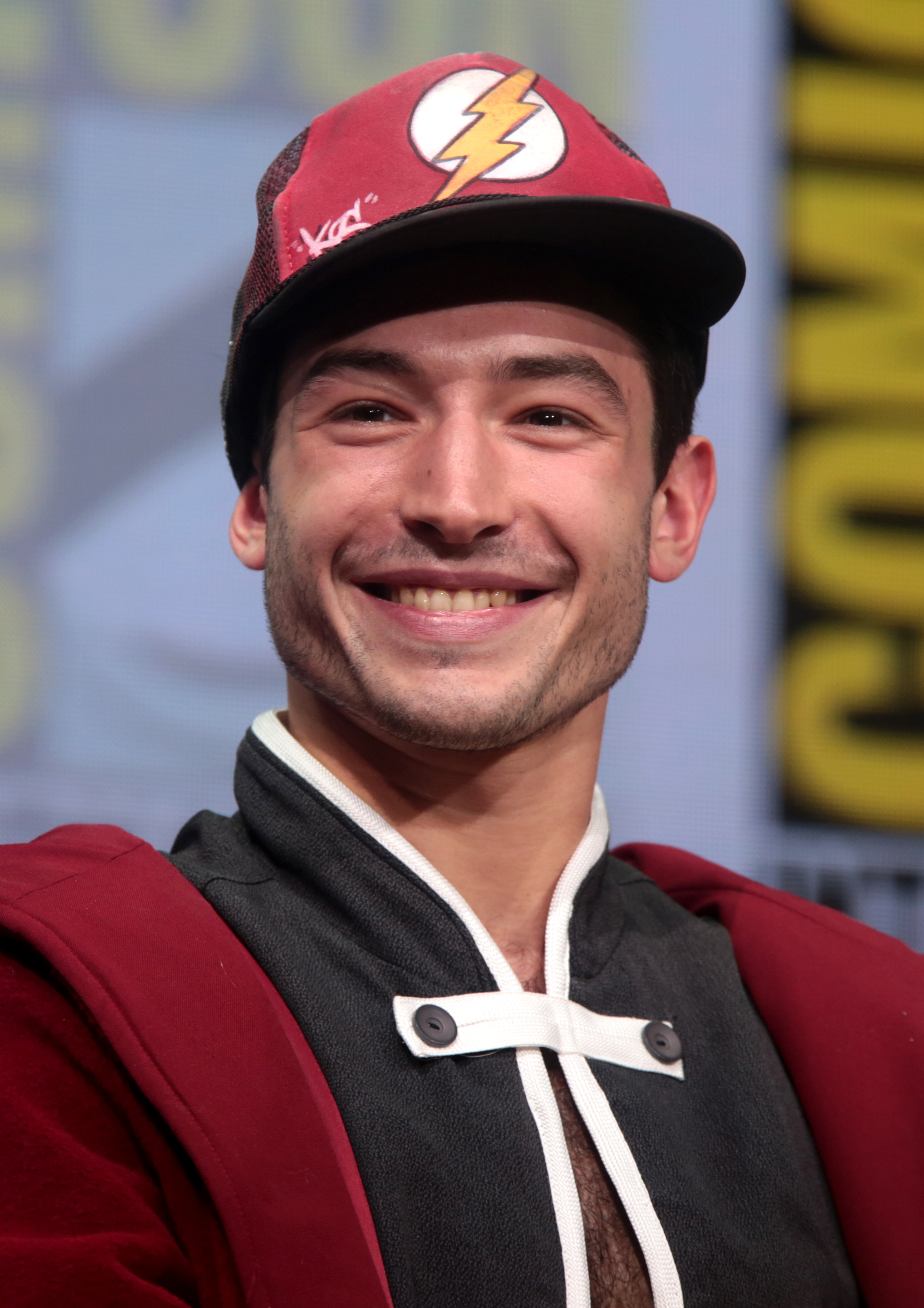
伊薩·米勒領銜出演「閃電俠」貝瑞·艾倫

2020年1月，導演馬希提透露劇本將包含漫畫《閃點》中的故事元素。4月，受2019冠狀病毒病疫情影響，華納調整影片的上映檔期，將《閃電俠》的首映日期提前至2022年6月3日。6月，麥可·基頓與華納進入早期商談階段，有望繼續出演「蝙蝠俠」布魯斯·韋恩，他此前在1989年電影《蝙蝠俠》和1992年電影《蝙蝠俠大顯神威》中出演該角色。8月，雷·費雪稱將與其他正義聯盟成員的飾演者一起客串參演影片。同月，導演安迪·馬希提證實麥可·基頓將出演影片，同時班·艾佛列克回歸出演「蝙蝠俠」布魯斯·韋恩。
2020年9月，芭芭拉·馬希提在DC粉絲圓頂上稱，影片將涉及DC宇宙中多名中的角色，這些角色和故事線通過閃電俠串聯起來，保持DC擴展宇宙的連續性，不用忽略此前的故事情節。10月，比利·庫達普與華納進入早期商談階段，有望與華納簽訂新合作協議，他此前因影片更換導演和編劇而退出製作，凱爾西·克萊蒙同樣仍未確定是否參演影片。同月，受2019冠狀病毒病疫情影響，華納將《閃電俠》的首映日期延後至2022年11月4日，計劃於2021年3月在倫敦開機拍攝。2021年1月，由於雷·費雪表示拒絕參與DC影業總裁華特·濱田主導的一切影視項目，鋼骨這個角色不再出現於電影劇本之中，該角色不會重新選角。同月，導演安迪·馬希提和芭芭拉·馬希提抵達英國，準備拍攝作業。主體拍攝計劃於2021年4月在華納兄弟利維斯登工作室開機。2月，凱爾西·克萊蒙和比利·庫達普確定參演影片，分別出演艾莉絲·威斯特和亨利·艾倫，傑夫·強斯、查爾斯·羅文、黛博拉·史奈德和查克·史奈德擔當製片人。同月，華納從超過425名女演員中選定薩莎·卡勒出演女超人，薩莎·卡勒成為首個出演該角色的拉丁裔女演員。比利·庫達普此時仍確定出演亨利·艾倫。
3月，凱爾西·克萊蒙正式確定回歸出演艾莉絲·威斯特，該角色在戲院版本的《正義聯盟》中被刪去，在《查克·史奈德之正義聯盟》中首次出現於DC擴展宇宙。瑪莉貝爾·維杜確定出演貝瑞·艾倫的母親諾拉·艾倫。比利·庫達普因參演Apple TV+影集《晨間直播秀》導致檔期衝突，因此不再出演亨利·艾倫。當月月底，麥可·基頓稱需要閱讀劇本草案之後決定是否參演影片，他還擔憂2019冠狀病毒病英國疫情的影響。同月，榮·利文斯通接替比利·庫達普出演亨利·艾倫，伊恩·洛（Ian Loh）出演少年時期的貝瑞·艾倫，西爾莎-莫妮卡·傑克森和魯迪·曼庫索出演未公佈角色。在影片開拍之前，麥可·基頓確定參演影片。影片開機拍攝之後，安迪·馬希提和芭芭拉·馬希提宣佈成立影視製作公司，該公司成為影片《閃電俠》的製片商之一，瑪麗安·傑金斯（Marianne Jenkins）擔當執行製作人。4月，雷·費雪稱如果華納和華特·濱田作出道歉聲明，他願意回歸參演《閃電俠》，繼續出演「鋼骨」維克多·史東。

### 拍攝
2021年2月中旬，製作組開始在英格蘭赫特福德郡的華納兄弟利維斯登工作室佈置片場，主體拍攝於2021年4月19日在英格蘭赫特福德郡的華納兄弟利維斯登工作室開機。亨利·布拉漢姆擔當攝影指導。主演伊薩·米勒完成華納兄弟製作的2022年電影《怪獸與鄧不利多的秘密》的拍攝之後，進組開啟《閃電俠》的拍攝作業。5月初，製作組在英格蘭林肯郡史丹佛的伯利莊園取景拍攝，這裡被佈置成麥可·基頓主演的電影《蝙蝠俠》和《蝙蝠俠大顯神威》中韋恩莊園的場景。6月中旬，伊薩·米勒、凱爾西·克萊蒙、麥可·基頓和薩莎·卡勒在倫敦聖保羅座堂拍攝，該片場被佈置成中央城。同月，製作組在愛丁堡佈置成高譚市的片場和格拉斯哥取景拍攝，班·艾佛列克和麥可·基頓在此拍攝閃回場景。7月，製作組在格拉斯哥的英格拉姆街和喬治廣場等地拍攝，在喬治廣場的片場出現蝙蝠車。7月29日，攝像師在倫菲爾德街（Renfield Street）附近拍攝蝙蝠摩托時與特技演員發生碰撞，並未造成「嚴重損傷」，製作組隨即暫停拍攝作業。9月初，盧克·布蘭登·菲爾德確定參演影片。拍攝作業於2021年10月8日殺青。

### 後期製作
約翰·「DJ」·戴斯賈丁（John "DJ" Desjardin）擔當視覺效果總監，他此前參與電影《超人：鋼鐵英雄》、《蝙蝠俠對超人：正義曙光》、《正義聯盟》和《查克·史奈德之正義聯盟》的後期製作。

## 音樂
2021年4月，班傑明·沃爾施確定為影片作曲，他此前為2019年電影《沙贊！》作曲，並為安迪·馬希提執導的2017年電影《牠》和2019年電影《牠：第二章》作曲。

## 發行
《閃電俠》由華納兄弟發行，原計劃於2018年3月23日上映，後提前至2018年3月16日。因導演瑞克·法穆易瓦離開製作組，《閃電俠》項目被暫時擱置。該檔期最終由《古墓奇兵》接替。由於主創人員幾經更迭，劇本創作遲慢，《閃電俠》推遲至2022年7月1日在美國首映。受2019冠狀病毒病疫情影響，2020年4月，華納將美國首映日期提前至2022年6月3日。2020年10月，華納將美國首映日期延後至2022年11月4日。2022年3月9日，首映日期再延後至2023年6月23日。12月5日，首映日期因試映獲得了正面迴響而提前至2023年6月16日。

## 迴響

### 評價
根据評論匯總网站爛番茄汇总的387篇评论文章，63%的评论家给予该作正面评价，平均打分为6.3分（满分10分）。该网站总结的评论家共识是“《閃電俠》相當有趣，節奏很快，總體上是近年來最好的DC電影之一。”觀眾投票獲得83%的分數，平均得分為4.2／5。。在Metacritic上，55位影評人共給予了55分的分數（滿分100分），這部電影獲得了「評價褒貶不一或一般」。

### 票房
《閃電俠》在首映周末的票房表現不佳，僅在美國上映的三天內獲得了5500萬美元的票房，遠遜於預期的7000萬美元。全球首映票房為 1.301 億美元。上映次週末票房收入下跌了 72%，僅有1510萬美元，是超級英雄電影史上第三大跌幅，僅次於《莫比亞斯》（ Morbius）（2022 年）和《鋼鐵悍將》（ Steel）（1997 年）。最终全球票房仅為2.71億，给华纳兄弟带来两亿美元亏损。
| 上一届： 《變形金剛：萬獸崛起》 | 2023年美國週末票房冠軍 第24週    | 下一届： 《蜘蛛人：穿越新宇宙》     |
| 上一届： 《變形金剛：萬獸崛起》 | 2023年台北週末票房冠軍 第25週    | 下一届： 《蜘蛛人：穿越新宇宙》     |
| 上一届： 《變形金剛：狂獸崛起》 | 2023年香港一週票房冠軍 第24-25週 | 下一届： 《奪寶奇兵：命運輪盤》     |
| 上一届： 《變形金剛：萬獸崛起》 | 2023年香港週末票房冠軍 第25-26週 | 下一届： 《印第安納瓊斯：命運輪盤》 |

## 資料來源
1. ↑  . Box Office Mojo.   [2023-06-16]. （原始内容存档于2023-08-21）.
2. ↑  . Screen Crush.   [2023-08-18]. （原始内容存档于2023-09-23）.
3. 1 2 3 4  . The Hollywood Reporter. 2020-10-02  [2020-10-02]. （原始内容存档于2020-10-02） （美国英语）.
4. 1 2  Ford, Rebecca. . The Hollywood Reporter. 2014-10-15  [2014-10-16]. （原始内容存档于2014-10-16） （美国英语）.
5. ↑  Hibberd, James. . Entertainment Weekly. 2015-11-16  [2015-11-18]. （原始内容存档于2015-11-18） （美国英语）.
6. 1 2 3 4  Rubin, Rebecca. . Variety. 2021-03-24  [2021-03-24]. （原始内容存档于2021-03-24） （美国英语）.
7. ↑  Vary, Adam B. . Variety. 2021-10-16  [2021-10-16]. （原始内容存档于2023-06-27） （美国英语）.
8. 1 2 3 4  Breznican, Anthony. . Vanity Fair. 2020-08-20  [2020-08-20]. （原始内容存档于2020-08-20） （美国英语）.
9. 1 2  Itzkoff, Dave. . The New York Times. 2016-03-14  [2017-04-16]. （原始内容存档于2017-01-12） （美国英语）.
10. 1 2  Berman, Eliza. . Time. 2016-08-05  [2017-08-21]. （原始内容存档于2017-07-26） （美国英语）.
11. 1 2  Child, Ben. . The Guardian. 2017-11-01  [2017-12-13]. （原始内容存档于2017-12-14） （美国英语）.
12. 1 2  Gonzalez, Umberto. . TheWrap. 2021-04-19. （原始内容存档于2021-04-19） （美国英语）.
13. 1 2 3 4  Gonzales, Umberto. . The Wrap. 2020-06-22  [2020-06-22]. （原始内容存档于2020-08-18） （美国英语）.
14. 1 2  Fleming Jr, Mike. . Deadline Hollywood. 2017-09-20  [2017-09-20]. （原始内容存档于2017-09-20） （美国英语）.
15. 1 2  . Production List. 2021-02-01  [2021-02-02]. （原始内容存档于2021-02-03） （美国英语）.
16. 1 2  Siegel, Tatiana. . The Hollywood Reporter. 2021-03-11  [2021-03-11]. （原始内容存档于2021-03-11） （美国英语）.
17. 1 2 3  Kit, Borys. . The Hollywood Reporter. 2021-03-12  [2021-03-13]. （原始内容存档于2021-03-13） （美国英语）.
18. 1 2  D'Alessandro, Anthony. . Deadline Hollywood. 2021-02-19  [2021-02-19]. （原始内容存档于2021-02-19） （美国英语）.
19. 1 2 3  Coach, Aaron. . The Hollywood Reporter. 2021-02-19  [2021-02-19]. （原始内容存档于2021-02-19） （美国英语）.
20. 1 2  Hussaini, Syed. . Screen Rant. 2021-09-03  [2021-09-04]. （原始内容存档于2021-09-04） （美国英语）.
21. ↑  Thomas McLean. . Variety. 2004-07-18  [2009-07-26]. （原始内容存档于2012-11-07） （美国英语）.
22. 1 2  Claude Brodesser; Cathy Dunkley. . Variety. 2004-12-16  [2009-07-26]. （原始内容存档于2012-11-07） （美国英语）.
23. 1 2 3  Clint Morris. . Moviehole. 2004-12-18  [2009-07-26]. （原始内容存档于2008-02-06） （美国英语）.
24. 1 2  Jessica Barnes. . Moviefone. 2007-02-03  [2010-12-21]. （原始内容存档于2011-07-25） （美国英语）.
25. 1 2  Kit, Borys. . The Hollywood Reporter. 2007-02-05  [2019-08-13]. （原始内容存档于2018-08-26） （美国英语）.
26. ↑  Maloney, Ryan. . Flickering Myth. 2014-01-17  [2021-04-08]. （原始内容存档于2021-04-17） （美国英语）.
27. ↑  McClintock, Pamela; Fritz, Ben. . Variety. 2007-02-22  [2021-04-20]. （原始内容存档于2011-05-23） （美国英语）.
28. 1 2  Garrett, Diane. . Variety. 2007-09-20  [2021-04-20]. （原始内容存档于2007-09-20） （美国英语）.
29. ↑  Carroll, Larry. . MTV. 2009-09-02  [2021-04-20]. （原始内容存档于2014-10-22） （美国英语）.
30. ↑  Shawn Adler. . MTV News. 2007-10-27  [2010-12-21]. （原始内容存档于2010-12-25） （美国英语）.
31. ↑  Kit, Borys. . Reuters. 2007-11-02  [2010-12-21]. （原始内容存档于2014-10-22） （美国英语）.
32. ↑  Rickey Pudin. . Wizard (196) (Wizard Entertainment). February 2008 （美国英语）.
33. ↑  Staff. . IGN. 2008-01-24  [2010-12-21]. （原始内容存档于2011-12-16） （美国英语）.
34. 1 2  Kit, Borys. . The Hollywood Reporter. 2009-07-19  [2019-08-13]. （原始内容存档于2019-08-13） （美国英语）.
35. ↑  Vejvoda, Jim. . IGN. 2009-10-06  [2019-08-13]. （原始内容存档于2019-08-13） （美国英语）.
36. ↑  Kit, Borys. . The Hollywood Reporter. 2010-06-09  [2010-09-13]. （原始内容存档于2010-06-12） （美国英语）.
37. ↑  Kit, Borys. . The Hollywood Reporter. 2013-07-20  [2013-07-26]. （原始内容存档于2014-05-31） （美国英语）.
38. 1 2 3  Fischer, Russ. . /Film. 2014-10-15  [2014-10-15]. （原始内容存档于2014-10-18） （美国英语）.
39. ↑  Carissimo, Justin. . The Independent. 2015-12-09  [2016-01-23]. （原始内容存档于2015-12-12） （美国英语）.
40. ↑  Kit, Borys. . The Hollywood Reporter. 2016-07-28  [2016-07-28]. （原始内容存档于2016-07-30） （美国英语）.
41. ↑  Busch, Anita. . Deadline Hollywood. 2015-04-09  [2015-04-10]. （原始内容存档于2017-04-22） （美国英语）.
42. 1 2  Kit, Borys. . The Hollywood Reporter. 2015-10-05  [2019-08-13]. （原始内容存档于2015-10-05） （美国英语）.
43. 1 2  Arrant, Chris. . Newsarama (Purch Group). 2016-02-06  [2018-08-13]. （原始内容存档于2016-04-13） （美国英语）.
44. ↑  Kit, Borys. . The Hollywood Reporter. 2016-04-29  [2016-05-01]. （原始内容存档于2017-07-05） （美国英语）.
45. ↑  Lincoln, Ross A. . Deadline Hollywood. 2016-04-29  [2021-04-26]. （原始内容存档于2016-05-01） （美国英语）.
46. ↑  Fleming Jr., Mike. . Deadline Hollywood. 2016-06-02  [2016-06-06]. （原始内容存档于2016-06-06） （美国英语）.
47. 1 2  Kroll, Justin. . Variety. 2016-07-08  [2016-07-10]. （原始内容存档于2016-07-10） （美国英语）.
48. ↑  Han, Angie. . /Film. 2016-07-25  [2019-08-13]. （原始内容存档于2019-08-13） （美国英语）.
49. ↑  Kroll, Justin. . Variety. 2016-07-25  [2016-09-10]. （原始内容存档于2017-11-04） （美国英语）.
50. 1 2  McNary, Dave. . Variety (Penske Media Corporation). 2016-07-07  [2018-08-13]. （原始内容存档于2018-06-23） （美国英语）.
51. ↑  Lang, Brent. . Variety. 2016-08-16  [2016-09-10]. （原始内容存档于2017-12-11） （美国英语）.
52. ↑  Singletary Jr., Charles. . Comic Book Resources. 2016-09-27  [2019-08-13]. （原始内容存档于2019-08-13） （美国英语）.
53. ↑  Kroll, Justin. . Variety. 2016-09-09  [2016-09-10]. （原始内容存档于2017-11-02） （美国英语）.
54. ↑  Kroll, Justin [@krolljvar].  (推文). 2016-11-03  [2021-02-09]. （原始内容存档于2016-12-23） –Twitter （美国英语）.
55. ↑  Kit, Borys. . The Hollywood Reporter. 2016-10-31  [2016-10-31]. （原始内容存档于2016-10-31） （美国英语）.
56. ↑  Kroll, Justin. . Variety. 2017-01-25  [2017-01-26]. （原始内容存档于2017-05-19） （美国英语）.
57. ↑  Kroll, Justin. . Variety. 2017-05-16  [2019-08-13]. （原始内容存档于2019-08-11） （美国英语）.
58. ↑  Sperling, Nicole. . Entertainment Weekly. 2017-05-17  [2017-05-17]. （原始内容存档于2017-05-17） （美国英语）.
59. ↑  Hall, Jacob. . /Film. 2017-05-16  [2021-04-08]. （原始内容存档于2017-05-19） （美国英语）.
60. ↑  Gonzalez, Umberto; Lincoln, Ross A. . TheWrap. 2017-07-22  [2019-08-13]. （原始内容存档于2019-08-13） （美国英语）.
61. 1 2  Kit, Borys. . The Hollywood Reporter. 2018-04-03  [2019-08-13]. （原始内容存档于2018-04-03） （美国英语）.
62. ↑  Holmes, Adam. . Cinemablend.com.   [2017-12-16]. （原始内容存档于2017-12-23） （美国英语）.
63. ↑  Corey Hutchinson. . Screen Rant. 2017-12-09  [2017-12-16]. （原始内容存档于2017-12-13） （美国英语）.
64. ↑  Kroll, Justin. . Variety. 2018-01-16  [2018-01-16]. （原始内容存档于2018-01-17） （美国英语）.
65. ↑  Sobon, Nicole. . Comic Book Resources. 2018-01-16  [2019-08-13]. （原始内容存档于2019-08-13） （美国英语）.
66. ↑  Chitwood, Adam. . Collider. 2018-03-03  [2019-08-13]. （原始内容存档于2018-07-09） （美国英语）.
67. ↑  . Production List. 2018-06-16  [2021-02-13]. （原始内容存档于2021-02-13） （美国英语）.
68. ↑  Fleming Jr, Mike. . Deadline Hollywood. 2018-08-06  [2021-04-08]. （原始内容存档于2018-08-06） （美国英语）.
69. ↑  Prasad, R.A. . Pursue News. 2018-08-03  [2021-04-08]. （原始内容存档于2018-08-03） （美国英语）.
70. ↑  Prasad, R.A. . PursueNews. 2018-08-09  [2018-08-10]. （原始内容存档于2018-08-10） （美国英语）.
71. ↑  Marc, Christopher. . OmegaUnderground. 2018-08-20  [2018-08-20]. （原始内容存档于2018-08-20） （美国英语）.
72. 1 2 3  Boucher, Geoff. . Deadline. 2018-10-16  [2019-01-07]. （原始内容存档于2019-01-03） （美国英语）.
73. 1 2  . Production List. 2019-10-21  [2021-02-13]. （原始内容存档于2021-02-13） （美国英语）.
74. ↑  Dumaraog, Ana. . Screen Rant. 2019-02-24  [2019-02-28]. （原始内容存档于2019-02-26） （美国英语）.
75. ↑  Kit, Borys. . The Hollywood Reporter. 2019-03-15  [2019-03-16]. （原始内容存档于2019-03-16） （美国英语）.
76. ↑  Newby, Richard. . The Hollywood Reporter. 2019-03-16  [2021-04-08]. （原始内容存档于2019-03-20） （美国英语）.
77. ↑  Kit, Borys. . The Hollywood Reporter. 2019-07-02  [2019-07-18]. （原始内容存档于2019-07-02） （美国英语）.
78. ↑  Lang, Brent; Kroll, Justin. . Variety. 2019-11-26  [2019-11-26]. （原始内容存档于2019-11-26） （美国英语）.
79. 1 2  McNary, Dave. . Variety. 2019-12-11  [2019-12-11]. （原始内容存档于2019-12-11） （美国英语）.
80. ↑  Goodman, JJ. . That Hashtag Show. 2020-01-08  [2020-01-09]. （原始内容存档于2020-01-09） （美国英语）.
81. 1 2  D'Alessandro, Anthony. . Deadline Hollywood. 2020-04-20  [2020-04-20]. （原始内容存档于2020-04-20） （美国英语）.
82. ↑  Masters, Kim. . The Hollywood Reporter. 2021-04-06  [2021-04-19]. （原始内容存档于2021-04-06） （美国英语）.
83. ↑  Haring, Bruce. . Deadline Hollywood. 2020-09-05  [2020-09-07]. （原始内容存档于2020-09-05） （美国英语）.
84. 1 2  Gonzalez, Umberto. . TheWrap. 2020-09-16  [2020-09-17]. （原始内容存档于2020-09-16） （美国英语）.
85. ↑  Anderson, Jenna. . ComicBook.com.   [2020-09-14]. （原始内容存档于2020-09-14） （美国英语）.
86. 1 2  D'Alessandro, Anthony. . Deadline Hollywood. 2020-10-05  [2020-10-05]. （原始内容存档于2020-10-06） （美国英语）.
87. ↑  Gonzalez, Umberto. . TheWrap. 2021-01-06  [2021-01-06]. （原始内容存档于2021-01-06） （美国英语）.
88. 1 2  Kay, Jeremy. . Screendaily. 2021-01-26  [2021-01-27]. （原始内容存档于2021-01-26） （美国英语）.
89. 1 2  Cook, Laurence. . Backstage. 2020-12-22  [2020-12-30]. （原始内容存档于2020-12-22） （美国英语）.
90. 1 2  Perry, Spencer. . Comicbook.com. 2021-02-15  [2021-02-18]. （原始内容存档于2021-02-15） （美国英语）.
91. ↑  Fleming Jr., Mike. . Deadline Hollywood. 2021-03-22  [2021-04-12]. （原始内容存档于2021-03-22） （美国英语）.
92. ↑  D'Alessandro, Anthony. . Deadline Hollywood. 2021-04-16  [2021-04-16]. （原始内容存档于2021-04-17） （美国英语）.
93. ↑  Travis, Ben. . Empire. 2021-04-12  [2021-04-17]. （原始内容存档于2021-04-12） （美国英语）.
94. ↑  Perine, Aaron. . Comicbook.com. 2021-04-17  [2021-04-19]. （原始内容存档于2021-04-17） （美国英语）.
95. ↑  Davis, Brandon. . Comicbook.com. 2021-04-19  [2021-04-19]. （原始内容存档于2021-04-19） （美国英语）.
96. ↑  Gunn, James [@JamesGunn].  (推文). 2021-02-04  [2021-02-05]. （原始内容存档于2021-02-05） –Twitter （美国英语）.
97. ↑  Nash, Anthony. . ComingSoon.net. 2021-05-01  [2021-05-03]. （原始内容存档于2021-05-01） （美国英语）.
98. ↑  . Yahoo! News UK. 2021-06-19  [2021-06-22]. （原始内容存档于2021-06-21） （美国英语）.
99. ↑  Traynor, Sian. . Edinburgh Live. 2021-05-10  [2021-05-10]. （原始内容存档于2021-05-10） （美国英语）.
100. ↑  Hyland, Jennifer. . Daily Record. 2021-05-09  [2021-07-30]. （原始内容存档于2021-05-09） （美国英语）.
101. ↑  Lyons, Bev. . Daily Record. 2021-07-26  [2021-07-30]. （原始内容存档于2021-07-26） （美国英语）.
102. ↑  Williams, Craig. . Glasgow Live. 2021-07-29  [2021-07-30]. （原始内容存档于2021-07-29） （美国英语）.
103. ↑  Moreau, Jordan. . Variety. 2021-07-29  [2021-08-06]. （原始内容存档于2021-07-29） （美国英语）.
104. ↑  Perine, Aaron. . ComicBook.com. 2021-10-08  [2021-10-08]. （原始内容存档于2021-10-08） （美国英语）.
105. ↑  Burlingame, Russ. . Comicbook.com. 2021-04-12  [2021-04-17]. （原始内容存档于2021-04-12） （美国英语）.
106. ↑  Couch, Aaron. . The Hollywood Reporter. 2021-04-19  [2021-04-19]. （原始内容存档于2021-04-19） （美国英语）.
107. ↑  Pedersen, Erik. . Deadline Hollywood. 2022-03-09  [2022-03-09]. （原始内容存档于2022-03-11） （美国英语）.
108. ↑  D'Alessandro, Anthony. . Deadline Hollywood. 2022-12-05  [2022-12-05]. （原始内容存档于2022-12-05）.
109. ↑  . Rotten Tomatoes. Fandango Media.   [2023-06-16].
110. ↑  . Metacritic. Red Ventures.   [2023-06-16].

## 外部連結
- 互联网电影数据库（IMDb）上《閃電俠》的资料（英文）
- Box Office Mojo上《閃電俠》的資料（英文）
- AllMovie上《閃電俠》的资料（英文）
- Metacritic上《閃電俠》的資料（英文）
- 爛番茄上《閃電俠》的資料（英文）
- 開眼電影網上《閃電俠》的資料（繁體中文）
- Yahoo奇摩電影上《閃電俠》的資料（繁體中文）
- 豆瓣电影上《閃電俠》的資料 （简体中文）